# Au secours du petit panda
Pour plus de détails, voir Fiche technique et Distribution.
Au secours du petit panda (titre original : The Amazing Panda Adventure) est un film américain réalisé par Christopher Cain et sorti en 1995. 
C'est un film d'aventure grand public relatant le voyage d'un jeune garçon en Chine, où il doit sauver un jeune panda et protéger une réserve naturelle.

## Synopsis
Ryan Tyler est un jeune garçon américain âgé de 10 ans dont le père, Michael Tyler, est zoologue et travaille en Chine dans une réserve naturelle où vivent de nombreux pandas géants. Un jour, Ryan est invité par son père à le rejoindre en Chine. Là, il aide son père à sauver un bébé panda des griffes de trafiquants sans scrupules et à protéger la réserve naturelle contre les appétits des hommes d'affaires.

## Fiche technique
- Titre original : The Amazing Panda Adventure
- Titre français : Au secours du petit panda
- Réalisation : Christopher Cain
- Scénario : John Wilcox et Steven Alldredge (histoire), Jeff Rothberg et Laurice Elehwany (scénario)
- Musique originale : William Ross
- Image : Jack N. Green
- Montage : Jack Hofstra
- Direction artistique : William Heslup
- Distribution : Marion Dougherty
- Décors : Doug Carnegie, Clive Thomasson
- Costumes : Marjorie K. Chan
- Maquillage : Matt Rose
- Production : Gary Foster, Lee Rich, Dylan Sellers, John Wilcox
- Studio de production : Lee Rich Productions et Warner Bros.
- Pays :  États-Unis

## Distribution
- Ryan Slater : Ryan Tyler
- Stephen Lang : Dr. Michael Tyler
- Brian Wagner : Johnny
- Yi Ding : Ling
- Wang Fei : Chu
- Lan Yu : Mr. Xu, the inspector.
- Isabella Hofmann : Beth Tyler
- Zhou Jian Zhong : Po
- Yao Er Ga : Shong

## Lieux de tournage
- Vallée de Jiuzhaigou, Chine
- Chengdu, Chine
- Vancouver, Canada